# Dhampir
En el folklore dels Balcans, els dhampirs són criatures que són el resultat d'una unió entre un vampir i un humà. Aquesta unió era generalment entre vampirs masculins i humans femenins, i les històries de vampirs femenines que s'aparellen amb humans masculins eren rares.

## Etimologia
La paraula "dhampir" és un manlleu albanès de la paraula serbia original "vampir".

## Nomenclatura
La paraula "dhampir" s'associa amb el folklore balcànic, tal com la descriu TP Vukanović. A la resta de la regió s'utilitzen termes com el serbi vampirović, vampijerović, vampirić (així, com el bosnià lampijerović, etc.) que literalment significa "fill del vampir".
En altres regions el nen rep el nom de "Vampir" si és nen i "Vampirica" si és nena, o "Dhampir" si és nen i "Dhampirica" si és nena. En el folklore búlgar, s'utilitzen nombrosos termes com glog (lit. "arç"), vampirdzhiya ("vampir" + sufix nomen agentis), vampirar ("vampir" + sufix nomen agentis), dzhadadzhiya i svetocher per referir-se als nens i descendents de vampirs, així com a altres caçadors de vampirs especialitzats. Dhampiraj també és un cognom albanès.

## Origen
Als Balcans es creia que els homes vampirs tenen un gran desig de dones humanes, per la qual cosa un vampir tornarà a tenir relacions amb la seva dona o amb una dona per la qual se sentia atret en vida. En un cas, una vídua sèrbia va intentar culpar del seu embaràs al seu difunt marit, que suposadament s'havia convertit en un vampir, i hi va haver casos d'homes serbis que es feien passar per vampirs per tal d'arribar a les dones que desitjaven. En el folklore búlgar, de vegades es deia que els vampirs també desfloraven les verges. L'activitat sexual del vampir sembla ser una peculiaritat de la creença dels vampirs eslaus del sud a diferència d'altres eslaus, encara que un motiu similar també apareix a les llegendes belarusses.

## Poders
La llegenda afirma que els dhampirs eren, en la seva majoria, membres normals de la comunitat. Però els dhampirs, especialment homes, d'ascendència paterna de vampirs podien veure vampirs invisibles i practicar la bruixeria, sovint començant carreres com a caçadors de vampirs, que es practicarien durant generacions de pares a fills. Segons la llegenda, els dhampirs tenen els poders tant dels humans com dels vampirs: poden sentir una criatura sobrenatural a una distància especificada, tenen un sentit agut de la vista i l'oïda, tenen habilitats regeneradores, immortalitat, poden caminar a la llum del sol (la qual cosa va portar a l'adopció del sobrenom de "Caminant diurn"), menja com un humà, pot controlar animals i es pot utilitzar per destruir vampirs. Una distinció única entre vampirs i dhampirs és que la sang d'un dhampir és molt àcida per als vampirs i pot fondre qualsevol part o el cos complet d'un vampir.

## Característiques
Algunes tradicions especifiquen signes pels quals es poden reconèixer els fills d'un vampir. Les llegendes albaneses diuen que tenen un cabell fosc o negre indomable i que són de naturalesa molt astuta o valenta. No se senten atrets per la sang i poden menjar normalment com els altres éssers humans. Tampoc són vulnerables a la llum solar. En el folklore búlgar, les possibles indicacions inclouen ser "molt bruts", tenir un cos tou, sense ungles ni ossos (aquesta última particularitat física també s'atribueix al propi vampir) i "una marca profunda a l'esquena, com una cua". En canvi, un nas pronunciat sovint era un signe, com eren més grans que les orelles, les dents o els ulls normals. Segons J. Gordon Melton, al seu llibre, The Vampire Book: The Encyclopedia of the Undead, en algunes àrees, un veritable dhampir posseïa un "cos relliscós, semblant a la gelatina i només viuria una vida curta, una creença ... que els vampirs no tenen ossos."